# Den tysta revolutionen
Den tysta revolutionen (tyska: Das schweigende Klassenzimmer) är en dramafilm från 2018. Filmen är regisserad av Lars Kraume och berättar historien om en gymnasieklass i Stalinstadt, DDR, som har en tyst minut i sitt klassrum för offren i den misslyckade antikommunistiska Ungernrevolten 1956. Denna lilla solidaritetshandling har oförutsedda konsekvenser och påverkar barnen, deras föräldrar och skolstyrelsen. Filmen är baserad på en sann berättelse berättad i en bok med samma namn av Dietrich Garstka (1939–2018), en av studenterna som var med. I Sverige har filmen visats på bio, SVT samt SF Anytime.

## Handling
Östberlin 1956. Theo och Kurt tar tåget till Västberlin, officiellt för att besöka morfars grav, men i själva verket för att gå på bio och spana på tjejer. En journalfilm från upproret i Budapest blir ett politiskt uppvaknande och tillbaka i skolan initierar de en tyst minut i solidaritet med det ungerska folkets protest mot sovjetiskt förtryck. Reaktionen låter inte vänta på sig. Eleverna anklagas för att vara kontrarevolutionära och självaste utbildningsministern kallas in för att tvinga fram ett erkännande genom att hota med indragna diplom. Nu ställs klassen på prov. Stå upp tillsammans i solidaritet, eller avslöja sina kamrater?.

## Rollista (i urval)
| - Leonard Scheicher - Theo Lemke - Tom Gramenz - Kurt Wächter - Lena Klenke - Lena - Isaiah Michalski - Paul - Jonas Dassler - Erik Babinsky - Florian Lukas - Skolchef Schwarz | - Jördis Triebel - Frau Kessler, inspektör - Michael Gwisdek - Uncle Edgar - Burghart Klaußner - Fritz Lange, utbildningsminister - Ronald Zehrfeld - Hermann Lemke, Theos far - Carina Wiese - Irmgard Lemke, Theos mor - Max Hopp - Hans Wächter, Kurts far |